# Elektrodový potenciál
Elektrodový potenciál (dříve redukční potenciál) je veličina charakterizující energetické spojitosti mezi kladnou a zápornou částí elektrické dvojvrstvy na povrchu elektrody. Definovaný je jako elektromotorické napětí galvanického článku vzniklého spojením uvažované elektrody a referenční elektrody, jejíž elektrodový potenciál je znám. V běžné praxi je touto referenční elektrodou standardní vodíková elektroda, jejíž elektrodový potenciál byl zvolen jako nulový. Elektrodový potenciál elektrody v roztoku s jednotkovou aktivitou iontů určených podle Nernstovy rovnice se nazývá standardní elektrodový potenciál.